# Amyrsidea lagopi
Amyrsidea lagopi är en insektsart som först beskrevs av Grube 1851.  Amyrsidea lagopi ingår i släktet Amyrsidea, och familjen spolätare. Arten är reproducerande i Sverige.